# Johannisthaler Chaussee (metrostation)
Johannisthaler Chaussee is een station van de metro van Berlijn, gelegen onder de gelijknamige straat in het centrum van het stadsdeel Gropiusstadt. Het metrostation werd geopend op 2 januari 1970 en ligt aan lijn U7. Het station geeft onder andere rechtstreekse toegang tot de Gropius Passagen, een van de grootste winkelcentra in Berlijn.
Aan het begin van de 1960 verrezen op het grondgebied van de stadsdelen Britz, Buckow en Rudow, in het zuidoosten van West-Berlijn, grote nieuwe woonwijken, die een snelle openbaarvervoerverbinding nodig hadden. Om het nieuwbouwgebied te ontsluiten besloot men lijn CI (de huidige U7) te verlengen naar het zuiden. In 1963 werd de eerste etappe van de verlenging voltooid en bereikte de lijn station Britz-Süd. Ondertussen was men begonnen met de bouw van de Gropiusstadt, een grootschalig nieuwbouwgebied dat ruim 50.000 inwoners zou gaan tellen. In 1965 ging de eerste spade in de grond voor de tweede etappe van de verlenging, die lijn 7 dwars door Gropiusstadt naar de Zwickauer Damm zou brengen. Aangezien de metroaanleg samenviel met de ontwikkeling van de wijk, hoefde men hier geen rekening te houden met het stratenpatroon; straten en huizenblokken werden simpelweg later over de tunnel heen gebouwd.
Station Johannisthaler Chaussee werd ontworpen door Rainer Rümmler, indertijd huisarchitect van de Berlijnse metro. De wanden van het station zijn bekleed met lichtgrijze tegels, onderbroken door een horizontale witte band, waarin de stationsnaam geschreven is. Alle in 1970 geopende metrostations in Gropiusstadt (alsmede enkele uit dezelfde periode daterende stations op de U9) hebben een dergelijk standaardontwerp zonder opsmuk; alleen de kleurstelling verschilt per station. In 1999 onderging station Johannisthaler Chaussee naar aanleiding van de bouw van de Gropius Passagen een modernisering, waarbij de zuilen op het eilandperron een bekleding van glanzende metaalplaten kregen, in plaats van de vroegere blauwe betegeling. Ook werd er een lift ingebouwd, die echter niet naar het winkelcentrum leidt, maar naar de stationshal aan de noordzijde van de Johannisthaler Chaussee.